# Kino (album)
Pour les articles homonymes, voir Kino.
Albums de Kino
Zvezda po imeni Solntse
(1989)
Kino (en russe : Кино), est le dernier album du groupe soviétique de rock Kino. Il est sorti en 1990. Il est aussi connu sous le nom de Tchorny albom (« album noir » en français). Cela peut s'expliquer par le fait que sa couverture est presque intégralement noire, et que sa sortie eu lieu quelques mois après la mort de Viktor Tsoï, chanteur vedette du groupe.
L'album est surtout connu pour la chanson Koukouchka (Кукушка, « Le Coucou »), que beaucoup d'enthousiastes considèrent comme un (même si à son insu) chant du cygne pour le groupe. La chanson aborde des thèmes comme de la mortalité et la culpabilité existentielle. C'est devenu l'une des chansons les plus connues de Kino.
En 2015, Polina Gagarina fait une reprise de la chanson Koukouchka pour le film Résistance de Sergueï Mokritski.

## Liste des chansons
1. Кончится лето (L'été est fini) – 5:55
2. Красно-жёлтые дни (Jours rouges-jaunes) – 5:49
3. Нам с тобой (Toi et moi) – 4:49
4. Звезда (Star) – 4:29
5. Кукушка (Le Coucou) – 6:39
6. Когда твоя девушка больна (Lorsque ta petite amie est malade) – 4:20
7. Муравейник (Fourmilière) – 5:17
8. Следи за собой (Fais attention) – 4:59
9. Сосны на морском берегу (Les pins sur le bord de mer) – 5:16
10. Завтра война (Guerre de demain) – 0:35

## Membres du groupe
- Viktor Tsoï - guitare, chant
- Iouri Kasparian - guitare
- Igor Tikhomirov - basse
- Gueorgui Gourianov - percussions, chœurs
- Andreï Sigle - claviers